# Edwige Pitel
Edwige Pitel, née le 4 juin 1967 à Dinan (Côtes-d'Armor), est une coureuse cycliste et duathlète française. Elle a notamment été championne du monde de duathlon longue distance en 2000 et sur courte distance en 2003, avant de remporter plusieurs titres de championne de France de cyclisme sur route, comptant comme une importante rivale de Jeannie Longo, et de participer aux Jeux olympiques en ligne et sur contre-la-montre.

## Biographie

### Jeunesse
Bretonne d'origine, Edwige Pitel vit à Loudéac jusqu'à ses 15 ans. Elle est diplômée en 1991 de l'École nationale supérieure d'informatique et de mathématiques appliquées de Grenoble puis obtient un PHD en Angleterre en 1992. Elle est maître de conférences à l'Unité de formation et de recherche en activités physiques et sportive (UFRAPS), de l'Université de Rennes, de 1995 à 1997.

### Carrière sportive

#### Débuts dans l'athlétisme
Edwige Pitel commence sa carrière sportive par l'athlétisme. Elle la pratique sur piste ou sur route l'été, et se tourne vers le cross-country l'hiver. Elle remporte deux fois les championnats de France UNSS sur 1 500 m en 1984 et 1986. Alors qu'elle est encore à l'université, elle prend la deuxième place du championnat du monde universitaire de cross-country en 1994.
Licenciée à l'ES Viry Nord-Sud Essonne, elle devient en 1996 championne d'Europe de cross-country par équipes. Elle termine sur un titre de championne de France indoor (en nationale 2) sur 3 000 m.
| Épreuve | Performance   |
| ------- | ------------- |
| 1 000 m | 2 min 50 s 10 |
| 1 500 m | 4 min 22 s 51 |
| 3 000 m | 9 min 19 s 80 |
| 5 000 m | 16 min 15 s   |

| Épreuve       | Performance     |
| ------------- | --------------- |
| 10 km         | 33 min 36 s     |
| Semi-marathon | 1 h 15 min 24 s |

#### Consécration mondiale en duathlon
À partir de 1998, Edwige Pitel remplace l'athlétisme sur piste estival par le duathlon, tout en continuant le cross-country l'hiver. Elle le découvre après avoir rencontré Gérard Honnorat, entraineur national, qui l'incite à s'inscrire au club seine-et-marnais de Grez-sur-Loing pour prendre part à des compétitions, bien qu'elle n'ait jamais pratiqué le cyclisme autrement qu'en loisir étant jeune. Elle apprécie la parité dans le monde du duathlon, aussi bien dans le déroulement des épreuves que lors des remises de prix. Ses capacités aussi bien en athlétisme qu'en cyclisme l'ont poussée naturellement vers cette discipline.
Ses débuts dans la discipline sont inattendus : elle décroche l'argent aux championnats du monde de duathlon 1998 pour l'une de ses premières courses.
En 2000, elle devient championne du monde de duathlon longue distance.
L'année 2003 est celle de la consécration : remportant les sept courses sur lesquelles elle s'est alignée, elle empoche le titre national puis européen en duathlon courte distance (10 km en course à pied, 40 à vélo puis à nouveau 5 en course à pied). La réussite est totale avec le sacre mondial, devançant de plus d'une minute deux Italiennes qui évoluaient devant leur public, avec un temps de 2 h 6 min 42 s.

#### Spécialisation dans le cyclisme

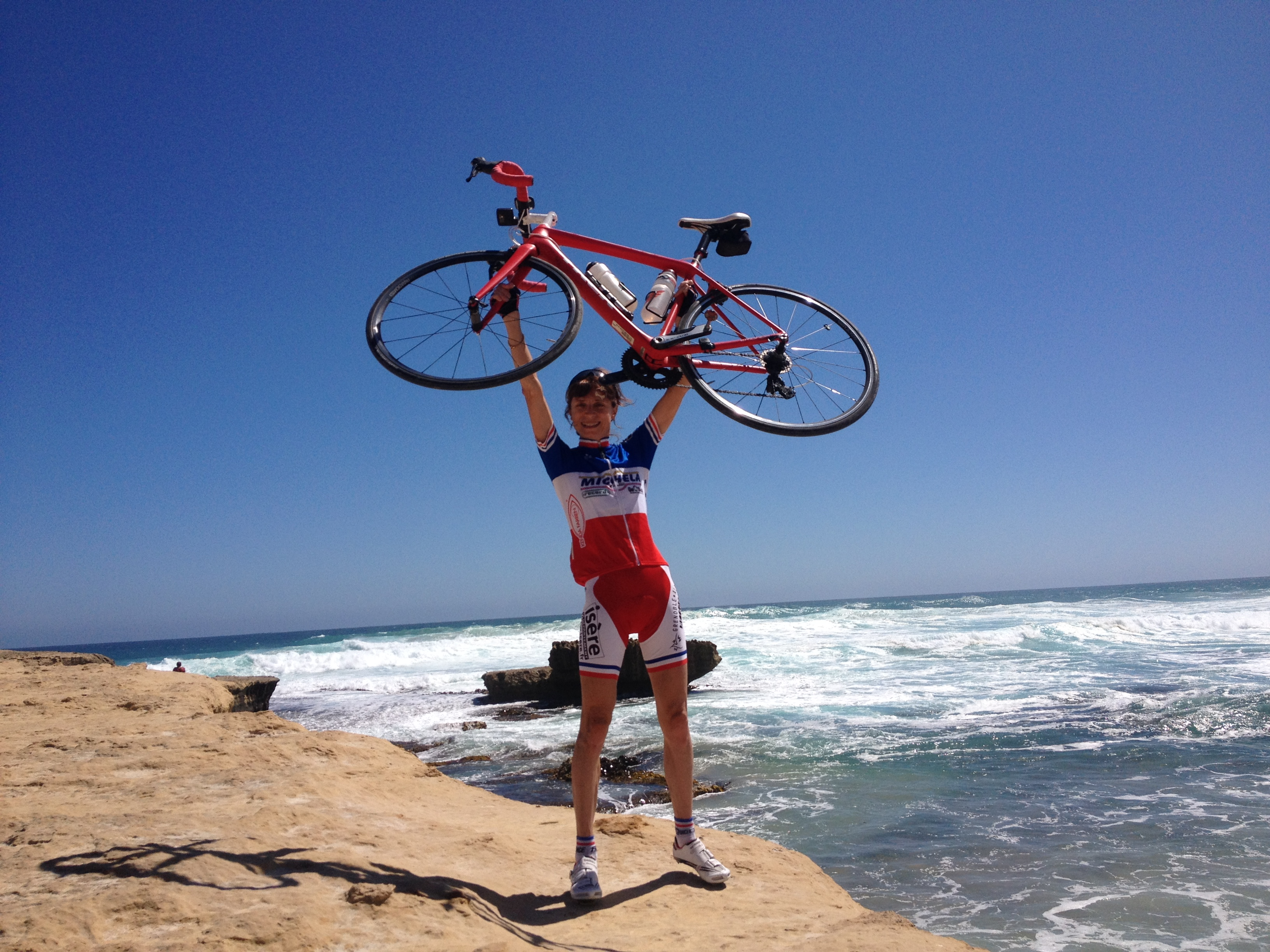
Edwige Pitel

Après avoir fini onzième des championnats du monde du contre la montre 2003 à Hamilton à une trentaine de secondes de Jeannie Longo (qui terminera 6ème), Edwige Pitel décide de se consacrer totalement au cyclisme à partir du début de l'année 2004 au vu de ses performances dans cette discipline et avec l'espoir de disputer les Jeux olympiques à Athènes, ce qui n'est pas possible avec le duathlon et qui imposerait un travail supplémentaire en natation si elle avait choisi le triathlon. Elle remporte cette année-là, à 37 ans, son premier titre national en contre-la-montre, devançant Jeannie Longo de 47 secondes. Avec une sixième place sur la course en ligne, elle se qualifie pour les deux épreuves aux JO d'Athènes.
En 2008, Edwige Pitel s'aligne au championnat de France de cyclisme sur piste, dans l'épreuve du scratch. Elle domine en finale Sandie Clair en force, parcourant les 7,500 km en 10 min 17 s 109.
Fin 2011, elle subit deux opérations de l'artère iliaque (dans le cadre d'une endofibrose) et se trouve éloignée de longs mois des routes. À peine remise, elle parvient à accrocher la troisième place du championnat de France contre-la-montre. Non sélectionnée, pour les JO de Londres, elle l'est cependant pour les Mondiaux. Elle y vise un top 10 après ses dixième et douzième places acquises en 2003 et 2005.
En 2015 et 2016, elle remporte l'Étape du Tour Mondovélo. 
En 2016, elle devient pour la deuxième fois championne de France sur route à Vesoul après s'être échappée du peloton à 1 tour de l'arrivée, et avoir déposé celle qui sera sa dauphine dans la dernière ascension. Pour autant cela ne lui permet pas d'être sélectionnée aux Jeux olympiques de Rio, sa « plus grande blessure d'athlète ».

### Vie privée et reconversion
Edwige Pitel concède qu'« il n'y a pas d'argent dans le cyclisme féminin ». Elle ne vit pas de son sport et occupe un poste d'informaticienne à la Métropole de Grenoble, à temps plein entre octobre et avril.
Passionné par le sport, elle continuera à en faire après la fin de sa carrière à haut niveau.
Avant même de prendre sa retraite, elle annonce qu'elle ne souhaite pas s'investir dans des postes à la Fédération française de cyclisme. Elle poursuit à plein temps son travail d'ingénieur en informatique.

## Palmarès

### Palmarès en cyclisme sur route

#### Par année
- 2001
  - Chrono des Herbiers féminin
- 2003
  - Tour de Bretagne
  - Vice-championne de France du contre-la-montre
- 2004
  -  Championne de France du contre-la-montre
  - Chrono des Herbiers féminin
- 2005
  -  Championne de France du contre-la-montre
  - Circuit National Féminin de Saint-Amand-Montrond
  - 3e étape de La Grande Boucle Féminine
  - Tour féminin en Limousin :
    - Classement général
    - 3eb étape

  - Chrono des Herbiers féminin
  - 2e du Trophée d'Or féminin
- 2006
  - 2e du championnat de France du contre-la-montre
  - 5e du Tour des Flandres (Cdm)
- 2007
  -  Championne de France sur route
  - 2e du Trophée des grimpeurs féminin
  - 2e de la Classic Féminine de Vienne Poitou-Charentes
  - 2e du Grand Prix Fémin'Ain
  - 3e du Tour de Feminin - Krásná Lípa
  - 3e du championnat de France du contre-la-montre
- 2008
  - Tour de Charente-Maritime féminin
  - 2e du Tour féminin en Limousin
  - 3e de la Route de France féminine
  - 3e du Trophée d'Or féminin
- 2009
  - Mount Hood Cycling Classic
  - 2e du Trophée des grimpeurs féminin
  - 2e du championnat de France du contre-la-montre
  - 2e du Tour de Feminin - O cenu Ceskeho Svycarska
- 2010
  - 2e étape du Tour féminin en Limousin (contre-la-montre)
  - 2e du championnat de France du contre-la-montre
  - 3e du Tour féminin en Limousin
  - 3e du Chrono des Nations-Les Herbiers-Vendée
- 2011
  - 2e de la Coupe de France
  - 2e du Prix de la Ville de Pujols
- 2012
  - Mémorial Davide Fardelli
  - 3e du championnat de France du contre-la-montre
  - 3e du Chrono des Nations-Les Herbiers-Vendée
  - 6e de la Route de France
- 2013
  - 3e du Tour féminin en Limousin
  - 5e du Chrono des Nations-Les Herbiers-Vendée
- 2014
  - 2e du Tour d'Émilie
  - 3e du Tour de l'Ardèche
  - 4e du Chrono des Nations - les Herbiers - Vendée
- 2015
  - Tour de Saintonge
  - Étape du Tour
  - Classement FFC Elite Dames
  - 2e du Trophée d'Or féminin
  - 2e de Frauen GP Gippingen
- 2016
  -  Championne de France sur route
  - 4e étape du Tour de l'Ardèche (contre-la-montre)
  - Étape du Tour
  - 2e du championnat de France du contre-la-montre
  - 3e du Tour de l'Ardèche
  - 10e du championnat d'Europe du contre-la-montre
- 2017
  - Étape du Tour
  - 2e de la Classique Pyrénées (cdf)
- 2018
  - Étape du Tour
  - 3e de la Redlands Bicycle Classic
- 2019
  - Étape du Tour

### Classements mondiaux
| Année                                 | 2009 | 2010 | 2011 | 2012 | 2013 | 2014 | 2015 | 2016 | 2017 | 2018 | 2019 |
| ------------------------------------- | ---- | ---- | ---- | ---- | ---- | ---- | ---- | ---- | ---- | ---- | ---- |
| Classement UCI                        | 44e  | 51e  | 288e | 55e  | 74e  | 77e  | 75e  | 74e  | 193e | 181e | 95e  |
| UCI World Tour                        |      |      |      |      |      |      |      | nc   | nc   | 147e | 129e |
|                                       |      |      |      |      |      |      |      |      |      |      |      |
| Légende : nc = non classéSource : UCI |      |      |      |      |      |      |      |      |      |      |      |

### Palmarès en cyclisme sur piste
- 2008
  -  Championne de France du scratch

### Palmarès enduathlon
- 1998
  -  Championne de France de duathlon
  -  Vice-championne du monde de duathlon
- 1999
  -  Championne de France de duathlon
  - Grand Prix de duathlon - classement individuel
- 2000
  -  Championne du monde de duathlon longue distance
  -  Championne de France de duathlon
- 2001
  -  Championne de France de duathlon
- 2002
  -  Championne de France de duathlon
  -  Vice-championne du monde de duathlon longue distance
  -  Médaillée de bronze au championnat du monde de duathlon
  - Grand Prix de duathlon - classement individuel
- 2003
  -  Championne du monde de duathlon
  -  Championne d'Europe de duathlon
  -  Championne de France de duathlon
  - Grand Prix de duathlon - classement individuel
- 2005
  -  Championne de France de duathlon

### Palmarès en athlétisme
- 1994
  -  Vice-championne du monde universitaire de cross-country
- 1996
  -  Championne d'Europe de cross-country par équipes
- 2000
  -  Médaille de bronze au championnat de France de semi-marathon
- 2001
  -  Championne de Méditerranée de cross-country
- 2002
  -  Championne de Provence de cross-country